# Xã Otter Creek, Quận Vigo, Indiana
Xã Otter Creek (tiếng Anh: Otter Creek Township) là một xã thuộc quận Vigo, tiểu bang Indiana, Hoa Kỳ. Năm 2010, dân số của xã này là 9.069 người.